# Toarp och Tåstarp
Toarp och Tåstarp är en av SCB avgränsad och namnsatt tätort i Ängelholms kommun där Tåstarpsdelen utgör kyrkbyn i Tåstarps socken i  i Skåne, belägen nordost om Ängelholm, nordväst om Munka-Ljungby och söder om sjön Store Sjö. Bebyggelsen i Tåstarp klassades tidigt som en separat tätort därefter som en småort benämnd Tåstarp och Toarp för att med kringområden från 2015 klassas som en tätort.
Tåstarps kyrka ligger i denna by.

## Befolkningsutveckling
| Befolkningsutvecklingen i Toarp och Tåstarp 2015–2020         | Befolkningsutvecklingen i Toarp och Tåstarp 2015–2020 | Befolkningsutvecklingen i Toarp och Tåstarp 2015–2020 | Befolkningsutvecklingen i Toarp och Tåstarp 2015–2020 | Befolkningsutvecklingen i Toarp och Tåstarp 2015–2020 |
| ------------------------------------------------------------- | ----------------------------------------------------- | ----------------------------------------------------- | ----------------------------------------------------- | ----------------------------------------------------- |
|                                                               |                                                       |                                                       |                                                       |                                                       |
| År                                                            |                                                       |                                                       | Folkmängd                                             | Areal (ha)                                            |
| 2015                                                          | 2015                                                  |                                                       | 221                                                   | 63                                                    |
| 2020                                                          | 2020                                                  |                                                       | 225                                                   | 63                                                    |
| Anm.: Ny tätort 2015, var tidigare småorten Tåstarp och Toarp |                                                       |                                                       |                                                       |                                                       |